# إدارة مستدامة

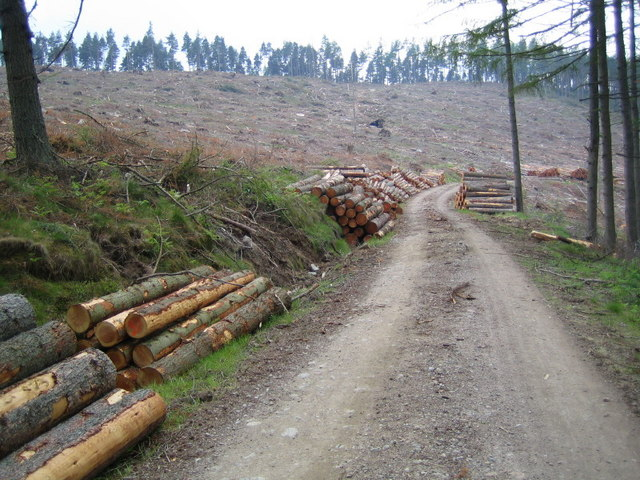
الإدارة المستدامة للغابات: حصاد الأخشاب وفقًا لخطة إدارة بيئية في غابة بلاكهول (Blackhall Forest)

تأخذ الإدارة المستدامة المفاھیم من الاستدامة وتؤلفھا بمفاھیم الإدارة. للاستدامة ثلاثة فروع: البیئة، واحتیاجات الأجیال الحالیة والمقبلة، والاقتصاد. وباستخدام ھذه الفروع، تخلق قدرة النظام على الازدھار، بالحفاظ على مقومات
البقاء الاقتصادي وتغذیة احتیاجات الأجیال الحالیة والمقبلة، بالحد من استنفاد الموارد. ومن ھذا التعریف، نشأت الإدارة المستدامة بتعریفھا أنھا تطبیق الممارسات المستدامة في فئات الأعمال التجاریة والزراعة والمجتمع والبیئة والحیاة الشخصیة، بإدارتھا بطریقة تعود بالنفع على الأجیال الحالیة والمقبلة .
تُعد الإدارة المستدامة ضروریة لأنھا جزء مھم من القدرة على الحفاظ بنجاح على نوعیة الحیاة على كوكبنا. یمكن تطبیق الإدارة المستدامة على جمیع جوانب حیاتنا. مثلاً، ینبغي أن تكون ممارسات الأعمال التجاریة مستدامة لتستمر، لأنھ إذا كانت الأعمال التجاریة غیر مستدامة، فلن تكون –وفقًا لتعریف الاستدامة- قادرة على المنافسة. المجتمعات المحلیة بحاجة إلى إدارة مستدامة، لأنھ إذا أُرید للمجتمع أن یزدھر، فلا بد أن تكون الإدارة مستدامة. یجب أن تكون للغابات والموارد الطبیعیة إدارة مستدامة لتُستخدم باستمرار من جانب جیلنا وأجیالنا المقبلة. ینبغي أیضًا إدارة حیاتنا الشخصیة إدارة مستدامة. قد یكون ذلك باتخاذ قرارات تساعد على الحفاظ على محیطنا المباشر وبیئتنا، أو بإدارة سلامتنا العاطفیة والبدنیة. یمكن تطبیق الإدارة المستدامة على أشیاء كثیرة، إذ یمكن تطبیقھا مفھومًا حرفیًا وتجریدیًا. تعكس استراتیجیات المدیرین عقلیة العصر. ولما كان الأمر كذلك، فقد كانت مشكلة لتطور ممارسات الإدارة المستدامة لسببین: أولاً أن المعاییر المستدامة تتغیر باستمرار. مثلاً، أصبحت الأمور التي لا یمكن تصورھا قبل بضع سنوات ممارسات قیاسیة. وثانیًا أنه لممارسة الإدارة المستدامة، یتعین على المرء أن یكون متقدمًا، لیس على المدى القصیر فحسب، بل أیضًا على المدى الطویل.

## خلفية تاريخية
السلوك الإداري ھو انعكاس لكیفیة تعریف المفاھیم المقبولة للسلوك. وھذا  یعني أن القوى والمعتقدات خارج البرنامج الواحد تدفع على طول الإدارة.  ویمكن للمدیر أن یأخذ بعض الفضل في التغییرات الثقافیة في برنامجه  ولكن ثقافة المنظمة تعكس عمومًا المفاھیم السائدة للجمھور في ذلك الوقت. ویتجلى ذلك في الإجراءات الإداریة المتخذة خلال الفترات الزمنیة التي تفضي إلى الیوم. وترد ھذه الأمثلة أدناه.
- حمایة البیئة الصناعیة (1970-1960)[1]

كانت ھذه فترة زمنیة -رغم وجود مشاغل خارجیة بشأن البیئة- تمكنت فیھا الصناعات من مقاومة الضغوط ووضع تعاریفھا وأنظمتھا الخاصة. لم ینظر إلى دعاة حمایة البیئة بأنھم مصادر موثوقة للمعلومات خلال ھذا الوقت وعادةً ما فقدت مصداقیتھا .
- حمایة البیئة التنظیمیة (1982-1970)

تغيرت أعراف هذه الحقبة بشكل جذري مع إنشاء الوكالة الأمريكية لحماية البيئة (إي بّي إيه) في عام 1970. اتخذت الوكالة الأمريكية لحماية البيئة موضع الوساطة بين مناصري البيئة والصناعة، رغم عدم تلاقي الطرفين على الإطلاق. خلال هذه الفترة، لم تكن البيئة تشكل لمعظم الصناعات أهمية سوى فيما يتعلق بالالتزام بالقانون. في عام 1974، وجد استبيان للجنة المؤتمرات أن معظم الشركات كانت ما تزال تعامل إدارة البيئة بوصفها من التهديدات الخارجية. لوحظ في الاستبيان انتشار ميل معظم الوسط الصناعي للتعامل مع نفقات التحكم بالتلوث على أنها استثمارات غير قابلة للاسترجاع. كان هناك إجماع على أن حماية البيئة تعتبر بأحسن الأحوال شرًّا لا بد منه، وفي أسوأ الأحوال إزعاجًا مؤقتًا.
- حمایة البیئة بوصفھا مسؤولیة اجتماعیة (1988-1982)

بحلول عام 1982، كانت وكالة حماية البيئة قد فقدت مصداقيتها، ولكن الناشطين أصبحوا أكثر تأثيرًا، وكان هناك ازدياد في تمويل المنظمات غير الحكومية الكبرى والعضوية فيها. أصبحت الصناعة تدريجيًّا أكثر تعاونًا مع الحكومة وطبقت هياكل إدارية جديدة لتحقيق الالتزام بالأنظمة والقوانين.
- التوجه البيئي الاستراتيجي ( 1988-1993)

خلال هذه الفترة، تقدمت الصناعة نحو وقفة فعالة مؤيدة لحماية البيئة. بهذا السلوك، أصبحت بإمكان الصناعة إدارة القضية بنفسها. رغم نمو سلطة المنظمات، فإن المخاوف البيئية استمرت بالانحدار على سلم الأولويات لدى الشركات الصناعية.
- التوجه البيئي كفرصة (1993-الحاضر)

في عام 1995، كتب مايكل بورتر الأستاذ في جامعة هارفرد في هارفرد بزنس ريفيو أن حماية البيئة لم تكن تهديدًا لنظام الشركات، بل فرصةً يمكنها زيادة الميزة التنافسية في السوق. قبل عام 2000، كانت الشركات بشكل عام تعتبر المباني الصديقة للبيئة تجارب مثيرة للاهتمام، ولكن غير مجدية كمشارع إتثمارية في عالم الأعمال الواقعي. ولكن عوامل كثيرة -كالتي سنذكرها هنا- تسببت منذ ذلك الحين بتحولات كبيرة في طريقة التفكير هذه. ساعد إنشاء تصنيف موثوق للأبنية وأنظمة قياس أداء للأبنية الجديدة وأعمال تجديد الأبنية في تغيير المفاهيم السائدة تجاه الأشياء الصديقة للبيئة. في عام 2000، أطلقت لجنة الأبنية الخضراء في الولايات المتحدة -ومقرها في واشنطن- برنامجها الصارم بعنوان القيادة في تصميم الطاقة والتصميم البيئي (لييد). أكدت مئات الدراسات الأمريكية والدولية على الميزتين الماليتين للتصاميم الصديقة للبيئة: خفض تكاليف الوحدات، وزيادة إنتاجية الموظفين. أصبحت مواد البناء والأنظمة الميكانيكية والتجهيزات الصديقة للبيئة أكثر توافرًا على نطاق واسع، وانخفضت أسعارها بشكل ملحوظ. مع إحداث تغييرات في أعراف ما هو مقبول من وجهة نظر إدارية، أصبح من الواضح أكثر فأكثر أن الإدارة المستدامة هي العرف الجديد للمستقبل. هناك حاليًّا العديد من البرامج والمنظمات والمجتمعات والشركات التي تتبع خططًا إدارية مستدامة. تضغط هذه الكيانات الجديدة للتقدم بمساعدة تغير الأعراف الاجتماعية ومبادرات الإدارة.

## موقف الإدارة
المدير شخص تقع عليه مسؤولي التخطيط لأشياء ستفيد الوضع الذي يتحكم به. ليكون المرء مديرًا للاستدامة، فعليه أن يكون مديرًا يتحكم بمسائل ويخطط لحلول ستكون مستدامة، بحيث يكون ما يفعله قادرًا على الاستمرار لأجيال المستقبل. مهمة مدير الاستدامة كأي منصب إداري آخر، ولكن عليه بالإضافة إلى ذلك أن يدير الأنظمة بحيث تكون قادرة على دعم نفسها والمحافظة على نفسها. سواءً كان الشخص مديرًا لمجموعات، أو شركة، أو عائلة، أو مجتمعات، أو منظمات، أو في الزراعة، أو البيئة، فإنه يستطيع استخدام الإدارة المستدامة لتحسين إنتاجيته، وبيئته، وغلافه الجوي، من بين أشياء أخرى. من المهارات العملية المطلوبة ليكون قادرًا على أداء عمله:
- التعرف على المشاكل/المسائل
- القدرة على وضع الأهداف/الأجندات
- قدرات التخطيط
- خلق طرق جديدة لفعل الأمور (التفكير خارج الصندوق)
- التصرف عندما يحتاج الأمر
- مهارات تنظيمية
- القدرة على التعليم والتثقيف وتدريب الأشخاص
- القدرة على اتخاذ القرارات الصعبة
- متابعة سير التقدم
- تحمل المسؤولية
- القدرة على تصور القضايا/الأفكار/الخطط للمستقبل
- أن يمتلك طريقة تفكير الأنظمة الشاملة[3]

مؤخرًا، أضيفت كذلك برامج جديدة في الكليات والجامعات للقدرة على توفير شهادات بكالوريوس في العلوم وماجستير في العلوم في مجال الإدارة المستدامة.